# Jaskinia nad Prożkiem w Żlebie Na Spady
Jaskinia nad Prożkiem w Żlebie Na Spady – jaskinia w Dolinie Kościeliskiej w Tatrach Zachodnich. Wejście do niej znajduje się w żlebie Żeleźniak, w bocznym Żlebie na Spady, na wysokości 1375 m n.p.m. Jaskinia jest pozioma, a jej długość wynosi 12 metrów.

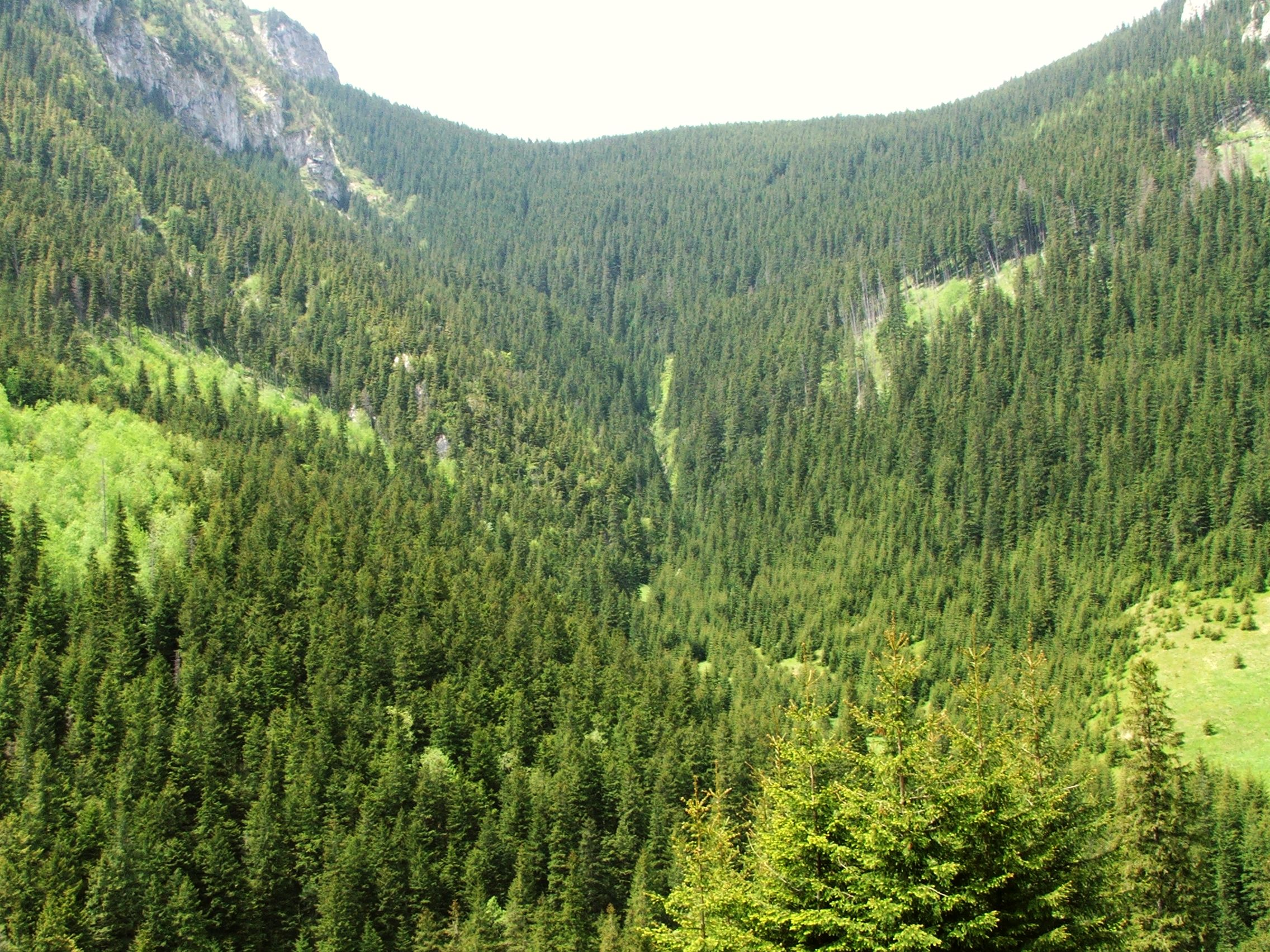
Żleb Żeleźniak. Widok z Hali Pisanej

## Opis jaskini
Jaskinię stanowi obszerna nyża, do której prowadzi duży otwór wejściowy. Odchodzą z niej trzy niewielkie ciągi:
- na wprost od otworu krótka szczelina,
- na lewo niewielki krótki kominek,
- na prawo 6-metrowy korytarzyk kończący się szczeliną nie do przejścia[2].

## Przyroda
W jaskini można spotkać nacieki grzybkowe. Na ścianach brak jest roślinności.

## Historia odkryć
Jaskinię odkrył W.W. Wiśniewski prawdopodobnie w latach 1975–1976. Jej opis i plan sporządziła I. Luty przy pomocy W. Sygowskiej w 2003 roku.